# バッキンガムシャー・ニュー大学
座標: 北緯51度37分41秒 西経0度45分07秒 / 北緯51.628度 西経0.752度
バッキンガムシャー・ニュー大学（英: Buckinghamshire New University、略称：Bucks 「バックス」）は、イングランド南東部にあるバッキンガム州の都市ハイ・ウィコムに位置する英国国立の総合大学である。
国立大学としての認可は2007年と新しい大学であるが、創立は1893年にまで遡ることができる、120年あまりの歴史を有する大学である。もともとは科学と芸術のための教育学校として1893年に設立されたが、現在では教育分野の幅を拡張しており、約9000人以上の学生に、クリエイティブおよび文化的な産業分野、情報管理の分野、ビジネス、公共部門に関連する教育科目を提供している。キャンパスはハイウィコムがメインキャンパスであるが、他にもロンドン郊外のアックスブリッジにもキャンパスを有している。

## 歴史

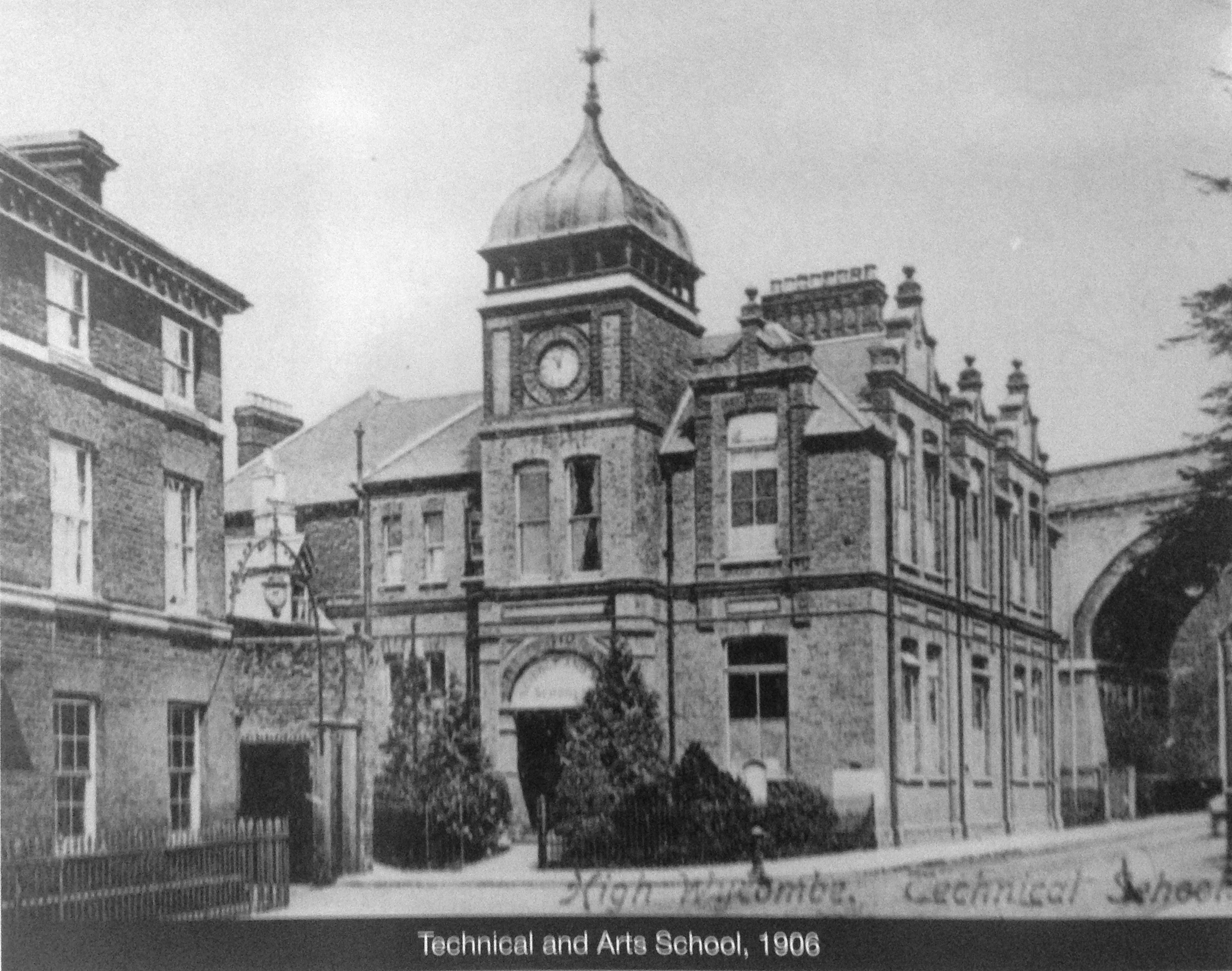
ハイ・ウィコム技術学校　1906

### 設立
教育を地域の居住者に提供するという目的のもと、税金から公的資金を集めるという方法を取り、科学と芸術のための教育機関として「ハイ・ウィコム技術学校」として1893年に創立された。

### 20世紀
ハイ・ウィコム技術学校は、第一次世界大戦の後、戦争退役軍人に技術教育を提供し、地域において産業技術者を育成するうえで大きな役割を果たしてきた。
1963年5月6日に、文部大臣であったエドワード・ボイル卿により、「ハイ・ウィコム・カレッジ・オブ・アート&テクノロジー」として公式に改名が行われ、大学が拡張されることとなる。
1975年に、ハイ・ウィコム・カレッジ・オブ・アート&テクノロジーは、ニューランドパーク教育大学と併合することにより「バッキンガムシャー・カレッジ」と改名された。
1999年3月、政府によって正式に大学教育機関として認可され、その名前を「バッキンガムシャー・チルターンズ・ユニバーシティ・カレッジ」と変えた。

### 21世紀

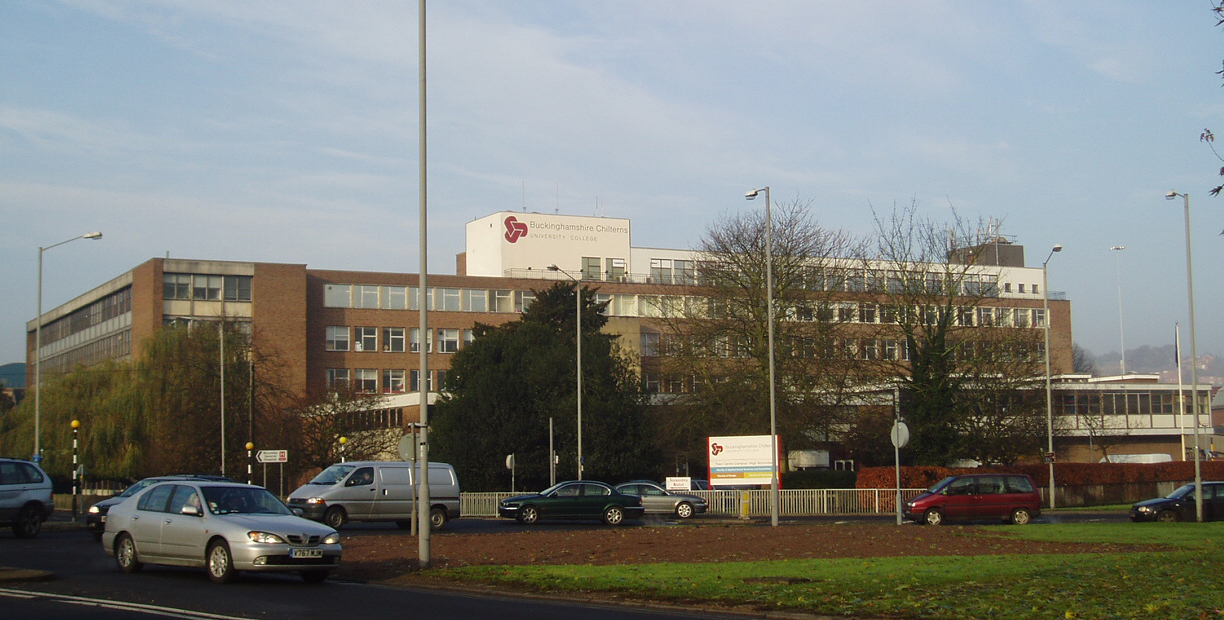
ハイ・ウィコム キャンパス

2007年、枢密院の承認を得て、正式名を「バッキンガムシャー・ニュー大学」として英国国立総合大学として認定された。

## キャンパス

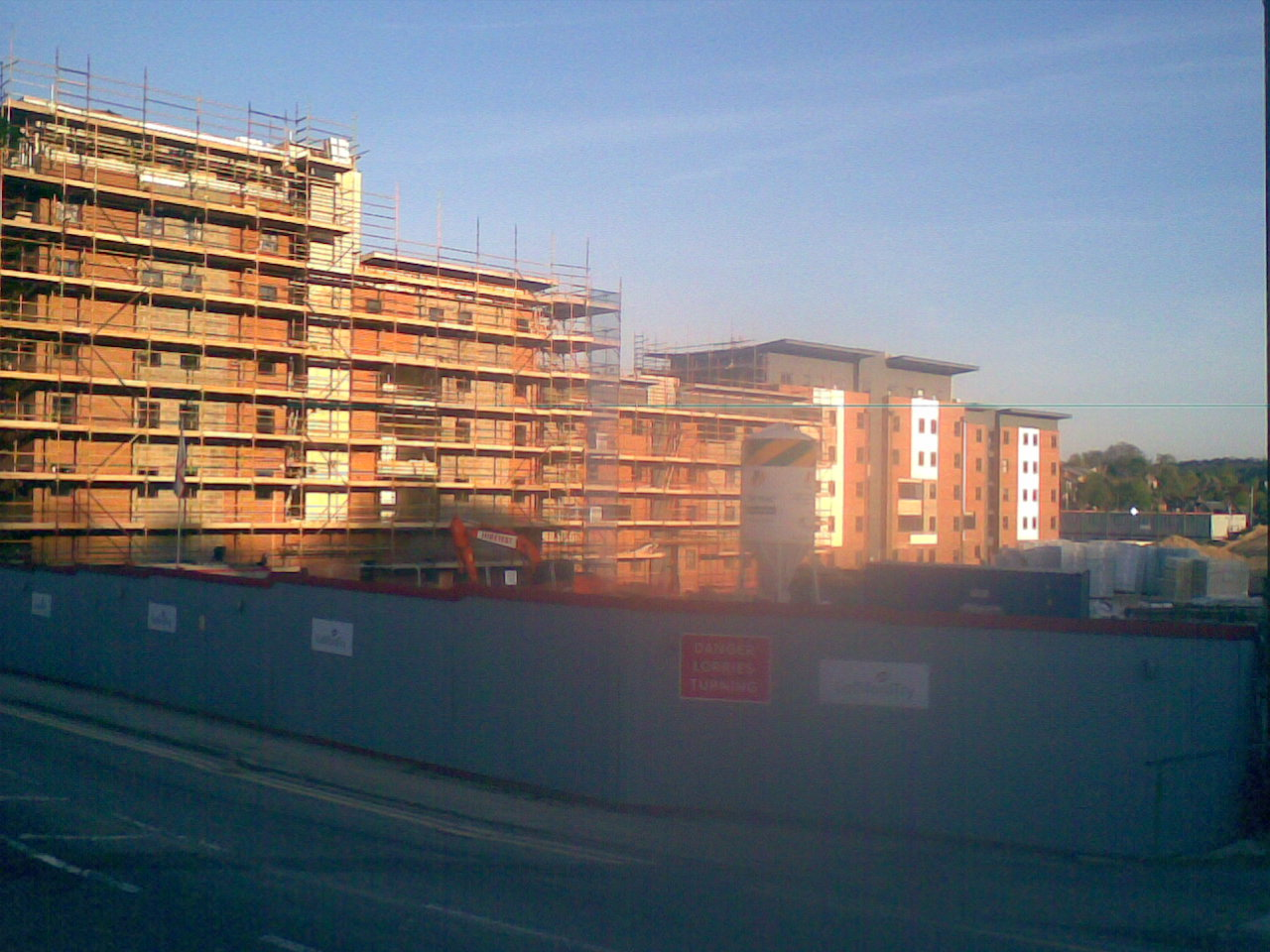
学生寮 2009

大学は、現在2つのキャンパスで構成されている。従来からあったハイ・ウィコム・キャンパスとは別に、新しく2009年にロンドン郊外のアックスブリッジ・キャンパスが開かれた。数年前まではさらにキャンパスを拡張する計画もあったが、Buckinghamshire University Technical College（2013年9月にエールズベリーに開かれる新しい工業短期大学）のスポンサーとなる方向に計画は修正された。

## 海外展開
世界に提携校を持ち、ヴァリデーションあるいはアーティキュレーションという「国境を超える高等教育」の手法を用い、ビジネスコースを中心に学位取得を可能にしている。
日本においてもHong Kong Institute of Business Administrationにより運営されるMBA学位取得コースが運営されており、社会人向けのMBAコースがプログラムとして提供されている。

## 大学の評価
2020年度のイギリス国内の総合ランキングとしては、ガーディアン紙で115位、タイムス紙で120位と評価されている。世界ランキングではランク外。
2013年12月のデイリーテレグラフに掲載された大学ランキングの「創造的大学ランキング」において、イギリス国内にある大学の中でも13位にランキングされた。また、2013年11月に発表された、Huffington Postの同じく「創造的大学ランキング」においては14位にランキングされ、大学としての経営と取り組みが高い評価を得ている。

## 学部の構成
バッキンガムシャー・ニュー大学は2つのキャンパスに、2学部・7学科を有する。

### デザイン・メディア・マネジメント学部

#### デザイン・制作・ビジュアルアート学科 ：　School of Design, Craft and Visual Arts
- アート Art BA
- 広告学 Advertising BA
- デザイン Design BA

#### 応用マネジメント・法学学科 ： School of Applied Management and Law
- ビジネス Business BA
- マネジメント Management BA/BSc
- 会計学 Finance BSc
- マーケティング Marketing BA
- 法学 Law LLB

#### メディア制作・パフォーマンス学科 ： School of Media Production and Performance
- 音楽制作 Music Production BA
- 映画テレビ Film & TV BA
- パフォーマンス Performance BA

#### セキュリティ・レジリエンス学科 ： Department of Security and Resilience
- 安全保障 Security BA

#### コンピューティング学科 ： Department of Computing
- コンピューター Computing BSc
- システム開発 Development BSc

### 社会・保健学部

#### 看護学科 ： School of Pre-Qualifying Nursing
- 看護学 Nursing BSc

#### 社会科学学科 ： School of Social Sciences
- 心理学 Psychology BSc
- 犯罪学 Criminology BSc
- ソーシャルワーク Social Work BA/BSc